# Coiffy-le-Bas
Coiffy-le-Bas ist eine französische Gemeinde mit 85 Einwohnern (Stand: 1. Januar 2022) im Département Haute-Marne in der Region Grand Est; sie gehört zum Arrondissement Langres und zum Kanton Chalindrey. Die Einwohner werden Coifféens und Coifféennes genannt.

## Geografie
Coiffy-le-Bas liegt etwa 33 Kilometer östlich von Langres an der Petite Amance, die die Gemeinde im Westen begrenzt. Umgeben wird Coiffy-le-Bas von den Nachbargemeinden Laneuvelle im Norden, Bourbonne-les-Bains im Nordosten, Coiffy-le-Haut im Süden und Osten, Chézeaux im Süden, Varennes-sur-Amance im Westen und Südwesten sowie Vicq im Nordwesten.

## Bevölkerungsentwicklung
| Jahr                       | 1962 | 1968 | 1975 | 1982 | 1990 | 1999 | 2006 | 2019 |
| Einwohner                  | 185  | 153  | 120  | 131  | 137  | 131  | 104  | 88   |
| Quellen: Cassini und INSEE |      |      |      |      |      |      |      |      |

## Sehenswürdigkeiten
- Kirche La-Vierge-en-sa-Nativité aus dem 12. Jahrhundert, ihr Chor ist seit 1927 als Monument historique eingeschrieben
- Bürgermeisteramt aus dem 16. Jahrhundert, Eingang und Scharwachtturm sind seit 1929 als Monument historique eingeschrieben